# Амзя (Аургазинский район)
Амзя́ (баш. Әмзә) — деревня в Балыклыкульском сельсовете Аургазинского района Республики Башкортостан России.

## Население
| 2002 | 2009 | 2010 |
| ---- | ---- | ---- |
| 76   | ↗78  | →78  |

Согласно переписи 2002 года, преобладающая национальность — чуваши (59 %).

## Географическое положение
Расстояние до:
- районного центра (Толбазы): 21 км,
- центра сельсовета (Наумкино): 4 км,
- ближайшей железнодорожной станции (Стерлитамак): 35 км.